# Dottor Eggman
Il Dottor Ivo Robotnik (ドクター・イヴォ・ロボトニック?, Dokutā Ivo Robotonikku), alias il Dottor Eggman (ドクター・エッグマン?, Dokutā Egguman), è un personaggio immaginario della serie di videogiochi di Sonic the Hedgehog. È il principale antagonista più ricorrente dell'intera serie e arcinemico di Sonic. Apparso per la prima volta nel 1991 nel videogioco Sonic the Hedgehog per Sega Mega Drive, è uno scienziato pazzo che ambisce alla conquista del mondo per fondare il suo impero, sfruttando il suo esercito di robot e macchinari.
Fin dalla sua prima apparizione, ha svolto il ruolo di antagonista in gran parte dei capitoli della serie. È anche un personaggio di spicco in altri media, tra cui fumetti, romanzi, serie televisive e film. Il personaggio è stato ben accolto dalla critica e dai fan, divenendo uno dei cattivi più popolari nella storia dei videogiochi.

## Descrizione

### Creazione
Nell'aprile del 1990, SEGA chiese al suo dipartimento di ricerca e sviluppo di creare un personaggio che avrebbe rimpiazzato Alex Kidd come mascotte della compagnia, in grado di competere contro il personaggio chiave della compagnia rivale Nintendo, Mario. Tra i vari disegni proposti, vi era una caricatura di Theodore Roosevelt che, combinata con l'idea di un personaggio a forma di uovo, sarebbe diventata la base del design del Dr. Robotnik. Un'altra probabile forma di ispirazione fu il vecchio meccanico di Dola del film d'animazione Laputa - Castello nel cielo diretto da Hayao Miyazaki. Con la creazione dell'antagonista della serie di Sonic, il team di sviluppo voleva un personaggio che fosse l'opposto di Sonic; un personaggio che avrebbe rappresentato la tecnologia e lo sviluppo. Il personaggio fu inoltre progettato in modo da essere facilmente disegnabile dai bambini.

### Il nome
Robotnik è stato conosciuto con diversi nomi nei vari giochi di Sonic, in base alla regione. In Giappone, il personaggio è sempre stato conosciuto come Dr. Eggman, mentre nei primi giochi pubblicati in America ed Europa veniva chiamato Doctor Ivo Robotnik. Yūji Naka ha spiegato che Robotnik è il vero nome del personaggio, mentre Eggman (letteralmente uomo uovo) è un soprannome affibbiatogli a causa del suo aspetto fisico. A partire da Sonic Adventure, SEGA ha preferito usare il nome Eggman in tutte le lingue, abbandonando sempre di più l'uso del nome Robotnik. In alcuni cartoni animati e fumetti, Robotnik ha anche un secondo nome, Julian. In Sonic Generations Eggman classico viene chiamato "Dr. Robotnik" da Tails classico durante la scena prima del boss finale; ma il genio del male risponde che nessuno ormai lo chiama più così, ribadendo il fatto che SEGA preferisce usare il soprannome Eggman rispetto al nome Robotnik.
Questo tuttavia è presente solo nelle altre versioni linguistiche, infatti nelle versioni originali giapponesi dei giochi Eggman e gli altri personaggi non usano mai il nome Robotnik ma utilizzano sempre il nome originale giapponese Dr. Eggman. Nel Sonic Channel, il sito ufficiale giapponese di Sonic the Hedgehog, viene spiegato nel profilo del genio malvagio che Sonic e soci lo conoscono solo con il nome di Dr. Eggman (lui stesso usa esclusivamente questo nome per riferirsi a se stesso in giapponese), mentre la sua scheda dice che il suo vero nome è sconosciuto.

### Caratteristiche
Il Dr. Robotnik, viene descritto come un genio del male, specializzato in meccanica, robotica e domotica e con un QI di 300. Le sue conoscenze tecnologiche l'hanno reso un'importante autorità nel campo della robotica. Robotnik usa la sua intelligenza per scopi malvagi. Il suo obbiettivo finale è quello di usare il suo esercito di robot per conquistare il mondo e fondare il suo impero (spesso chiamato Eggmanland, Robotnikland, o più comunemente Eggman Empire). Nonostante le numerose sconfitte, non si arrende mai e non gli importa ciò che gli altri pensano delle sue azioni. Prova un profondo odio verso il suo arcinemico, che non perde mai l'occasione di prendersi gioco di lui con la sua ironia, e lo scopo del dottore, non è altro che quello di puntare alla sua distruzione perché non possa più interferire con i suoi piani, e ha sempre avuto il vizio di chiamare a Sonic un roditore anziché un riccio.

### Aspetto
Robotnik è un uomo calvo e molto alto. Il suo corpo ha una forma ovale, e possiede braccia e gambe molto lunghe. Ha un grosso naso rosso appuntito e dei folti baffi castani. Indossa costantemente degli occhialetti pince-nez scuri opachi, che non rendono mai visibili i suoi occhi azzurri, rossi con sclere nere nella serie a fumetti della Archie Comics e nelle prime serie animate, se non in una volta in Sonic 2006. Il suo primo design era più semplice di quello moderno, che lo vede con una giacca rossa e gialla, dei pantaloni neri con bottoni bianchi e stivali neri. Nel gioco del 2006, ha un aspetto più in live action. Il suo naso non è rosso, ma della sua stessa carnagione e il corpo non è più a uovo, ma normale con un po' di pancia e i suoi baffi sono più corti. In questo gioco, inoltre, i suoi occhiali hanno una funzione a radar.
Nel franchise spin-off Sonic Boom (composto dai giochi Sonic Boom: L'ascesa di Lyric, Sonic Boom: Frammenti di cristallo, Sonic Dash 2: Sonic Boom e Sonic Boom: Fuoco e ghiaccio, dall'omonima serie animata e dall'omonima serie a fumetti) ha subito, come il resto dei personaggi, un nuovo design: a differenza dei suoi omologhi del passato, al posto della forma ad ovale il corpo è ben più robusto e con una forma che ricorda una T, i baffi sono più corti, i suoi piedi sono stati notevolmente ridotti, il naso è più piccolo, la testa ha una forma più ovoidale e indossa una divisa da militare rossa e gialla.

### Doppiaggio
Il Dr. Eggman è stato doppiato in giapponese dal seiyū Masaharu Satō in SegaSonic the Hedgehog, in seguito sostituito da Chikao Ōtsuka da Sonic Adventure a Mario & Sonic ai Giochi olimpici di Rio 2016 oltre che nell'anime Sonic X, e da Kotaro Nakamura a partire da Sonic Forces, il quale ricopre tuttora il ruolo, il quale ha prestato la propria voce anche nelle serie animate Sonic Boom e Sonic Prime.
Nel doppiaggio giapponese de Le avventure di Sonic e Sonic the Hedgehog SatAM fu doppiato da Kōichi Hashimoto mentre nell'OAV Sonic the Hedgehog da Junpei Takiguchi. In Sonic - Il film viene interpretato da Kōichi Yamadera.
Nelle versioni americane dei videogiochi si sono susseguiti Deem Bristow da Sonic Adventure a Sonic Riders: Zero Gravity e Mike Pollock da Shadow the Hedgehog e Sonic Rush in poi e nelle serie animate Sonic X e Sonic Boom.
Nel doppiaggio americano de Le avventure di Sonic e nello speciale Sonic salva il Natale fu impersonato da Long John Baldry, in Sonic the Hedgehog SatAM da Jim Cummings, nella miniserie OAV Sonic the Hedgehog da Edwin Neal, in Sonic Underground da Garry Chalk e in Sonic Prime da Brian Drummond.
Eggman è doppiato in italiano da Aldo Stella a partire da Sonic Generations e nella serie Sonic Prime, da Marco Balbi in LEGO Dimensions, da Tony Fuochi ne Le avventure di Sonic e Sonic, Riccardo Lombardo in Sonic Underground, Dario Penne in Sonic X, Gerolamo Alchieri nella serie animata Sonic Boom. Nei film live-action viene doppiato da Roberto Pedicini.

## Biografia

### Videogiochi
In Sonic Adventure per Sega Dreamcast del 1998, Eggman viene a sapere che nel Master Emerald è rinchiusa una potentissima creatura chiamata Chaos. Così, il dottore manda in frantumi lo smeraldo liberando il "Dio della Distruzione", con l'intento di sfruttarlo per distruggere Station Square e costruire Robotnikland sulle macerie della sudetta metropoli. Tuttavia Eggman viene fermato da Sonic e in seguito tradito da Chaos, che assorbe tutti i sette smeraldi e si trasforma in una creatura enorme, inondando Station Square e abbattendo l'Egg Carrier II. Chaos viene in seguito sconfitto da Super Sonic.

#### Anni 2000
In Sonic Adventure 2 Eggman scopre il diario di Gerald Robotnik, suo nonno, tramite il quale apprende di un'arma creata dallo stesso custodita a Prison Island; infiltratosi nella base trova una capsula contenente un porcospino il cui nome è Shadow the Hedgehog. Eggman lo risveglia e Shadow gli rivela che sulla colonia spaziale ARK esiste il Cannone dell'eclissi (Eclipse Cannon), un cannone che, alimentato dai Chaos Emerald, può distruggere il mondo. In Sonic Heroes, Eggman manda una lettera a Sonic rivelandogli il suo ennesimo progetto del dominio del mondo. Nonostante tutto, si scoprirà che Eggman è stato imprigionato da una sua vecchia creazione, Metal Sonic, il quale si finge Eggman e ha tradito il suo creatore. Il giocatore dopo aver sconfitto Egg Emperor, dovrà utilizzare i team Dark, Rose, Chaotix e Super.
In Shadow the Hedgehog, quando degli alieni noti come Black Arms iniziano a distruggere la Terra, il dottore vede in essi un ostacolo per il dominio del mondo e manda la sua Flottiglia Uovo (Egg Fleet) ad affrontarli. Il dottore appare come personaggio di supporto in cui propone delle missioni a Shadow, tra cui quelle di eliminare le truppe GUN, attivare i sistemi di sicurezza del suo castello e della sua base, e distruggere i templi delle Black Arms. Il dottore può anche apparire come boss a bordo dell'Egg Breaker, e in due finali alternativi (su un totale di dieci) fa credere a Shadow di essere un androide da lui creato, cosa che però verrà smentita nella storia finale. A seconda delle scelte effettuate può anche fare da boss finale in quattro occasioni, in cui pilota l'Egg Dealer e in tre di questi casi Shadow lo uccide.
Dopo anni di assenze come antagonista, in Sonic Unleashed grazie al potere risucchiato dai Chaos Emerald, utilizzando uno strano ed oscuro macchinario che spara sulla Terra un raggio che ne separa i continenti, spaccando l'intera crosta terrestre in sette parti e liberando Dark Gaia, un demone primordiale che risiede nel centro della Terra. Dopo tale disastro, Eggman getta Sonic (trasformato in Werehog, una sorta di riccio mannaro) sulla Terra come un meteorite. Dopo mille peripezie Sonic arriverà allo scontro decisivo con Eggman, per poi raggiungere le viscere della terra e distruggere Dark Gaia. Viene colpito da una sfera di energia lanciata proprio da quest'ultimo, che lo fa precipitare violentemente dentro il sottosuolo cadendo nelle acque velenose. In seguito allo scontro finale tra Sonic e la creatura, Eggman, redivivo dal tuffo mortale, rincorre stressato il suo robot SA-55, furibondo con i suoi continui fallimenti.

#### Anni 2010
In Sonic Colours ha costruito Eggmanland nello spazio, per coprire i suoi piani di utilizzo dei poteri degli alieni Wisp, dopo essere stato sconfitto anche questa volta, vagante nello spazio, trova la forma primitiva del Time Eater che sfrutterà in Sonic Generations per viaggiare nel tempo, contattare il suo se stesso passato e formare un'alleanza per sconfiggere Sonic e cancellarlo dalla linea temporale. Alla fine del gioco rimane bloccato insieme ad Eggman Classico in una zona senza tempo e senza via d'uscita.
Ricompare poi in Sonic Lost World in cui trova un misterioso continente fluttuante conosciuto come "Esamondo Perduto" dove incontrerà i malvagi Sei Nefasti. Eggman li schiavizza e controlla con una strana conchiglia che impedisce a loro di controllare i suoi robot. Sonic libera involontariamente gli Zeti dal controllo di Eggman e i Sei Nefasti si ribellano contro il dottore. Sonic ed Eggman vengono forzati a collaborare in modo da poter salvare il pianeta e portare la fine delle loro malefatte. A Lava Mountain, gli Zeti tendono una trappola a Sonic ed Eggman e quest'ultimo cade da un ponte crollato, tuttavia la caduta era una tattica di morte inscenata per stare da solo ed usare l'energia del pianeta per caricare la sua nuova invenzione. Quando Sonic lo raggiunge, Eggman lo affronta col suo enorme robot, ma viene sconfitto.
Eggman riappare nuovamente come antagonista in Sonic Mania, dove scopre il misterioso rubino fantasma e costruisce cinque Eggrobo che manda a recuperare la gemma; non appena la toccano questi acquisiscono un proprio intelletto e si ribellano al loro creatore, dando filo da torcere a lui e i protagonisti, anche nell'edizione espansa Sonic Mania Plus. Eggman è nuovamente l'antagonista principale di Sonic Forces, dove copre un ruolo diverso dal solito: il diabolico scienziato è infatti riuscito a conquistare il 99,9% del mondo dopo essere entrato in possesso di una nuova arma, il rubino fantasma. Il suo alleato in questa occasione è il misterioso Infinite, uno sciacallo inizialmente a capo di una squadra di mercenari e alleatosi allo scienziato dopo aver scoperto che entrambi desiderano un mondo distrutto e distopico. Lo sciacallo si potenzia con un prototipo del rubino e crea numerosi cloni duplicati di Metal Sonic, Shadow, Chaos e Zavok, che danno filo da torcere alla resistenza. Al termine del gioco lo scienziato viene affrontato come boss finale in tre fasi a bordo del suo nuovo robot Death Egg, ma viene sconfitto e sparisce nel nulla. Riappare in Team Sonic Racing come leader del suo team e personaggio giocabile di tipo tecnica assieme a Metal Sonic e Zavok; nella modalità storia ha escogitato un nuovo piano per battere i suoi nemici e Dodon Pa, organizzatore delle competizioni.

#### Anni 2020
Il Dr. Eggman ricompare stavolta come terzo protagonista e antieroe in Sonic Frontiers (e nel suo finale alternativo del gioco Sonic Frontiers: L'ultimo orizzonte), dove si reca alle Starfall Islands per indagare e impossessarsi delle tecnologie degli Antichi, una misteriosa razza aliena straordinariamente avanzata che colonizzò il suddetto arcipelago decine di migliaia di anni fa. Come assistente si porta Sage, un'intelligenza artificiale da lui creata ma questi finisce in una dimensione digitale chiamata Cyber Spazio. Mentre vi rimane bloccato scopre che quando gli Antichi si estinsero il loro DNA rimase copiato nel Master Emerald e, quando da questi si originarono i Chao, uno di questi toccò la gemma diventando Chaos. In un altro appunto vocale afferma di essere geloso delle attenzioni quasi totali che furono rivolte alla sua defunta cugina Maria. Sviluppa inoltre un legame paterno verso Sage e sarà lei a convincerlo ad allearsi malinconicamente con il suo fastidioso arcinemico per sconfiggere una potente e malvagia entità aliena cosmica nota come The End, che minaccia di distruggere stelle, mondi e civiltà.
In Sonic Dream Team, uscito esclusivamente per Apple Arcade, scopre un'antica reliquia chiamata Reverie, in grado di materializzare nella realtà i sogni di chi la usa una volta ogni mille anni, ma funziona solo con le anime pure; pur di usarla rapisce Cream the Rabbit e la usa come "filtro", ma Ariem, guardiana dell'aggeggio, addormenta lo scienziato. Nel mondo onirico Eggman realizza il "Cacciaguardiana" e ottiene una trasformazione mostruosa e invulnerabile al fine di costringere Ariem a obbedirgli, ma i protagonisti hanno la meglio e Ariem neutralizza Eggman, risvegliando infine tutti quanti. Nel finale Cream fa riaddormentare lo scienziato mandando Cheese all'attacco.
In Shadow Generations non compare fisicamente ma viene solo menzionato. Tramite il diario di Gerald si scopre che costui aveva avuto due figli ed era quindi il nonno paterno. Quando Shadow raccoglie gli 80 bulloni sparsi nello Spazio Bianco e li consegna a Orbot e Cubot, questi ottengono un razzo e lo usano per riunirsi a Eggman.

#### Altre apparizioni
Eggman è stato il protagonista di un titolo tutto suo, Dr. Robotnik's Mean Bean Machine. Questo gioco è una versione a tema di Puyo Puyo, e vede il perfido ingegnere nell'intento di rovinare la pace sulla Terra con l'aiuto di diversi robot. Nel 2021 fa il suo ritorno in Puyo Puyo Tetris 2 come avatar del giocatore.
Eggman è inoltre apparso in alcuni giochi esterni alla serie. In Mario & Sonic ai Giochi Olimpici, Mario & Sonic ai Giochi Olimpici Invernali, Mario & Sonic ai Giochi Olimpici di Londra 2012, Mario & Sonic ai Giochi Olimpici Invernali di Sochi 2014, Mario & Sonic ai Giochi olimpici di Rio 2016 e Mario & Sonic ai Giochi Olimpici di Tokyo 2020 è un personaggio giocabile del Team Sonic (la cui caratteristica principale è l'Abilità). In LEGO Dimensions appare come palloncino da parata (insieme a Sonic) nel Pacchetto Storia dei Ghostbusters e come cattivo principale nel pacchetto Livello di Sonic the Hedgehog. Ha inoltre compiuto un piccolo cameo in Super Smash Bros. Brawl e Super Smash Bros. per Nintendo 3DS e Wii U come trofeo e adesivo. Ha fatto anche una piccola apparizione nella pubblicità della Sega Dreamcast. Dr. Eggman è uno dei costumi di Sackboy in LittleBigPlanet dal contenuto scaricabile dedicato ai personaggi Sonic.
Nello spin-off Sonic Boom: L'ascesa di Lyric e Sonic Boom: Frammenti di cristallo si allea con il malvagio Lyric, anche se con un po' di disagio, intento a distruggere il mondo e ripopolarlo con le sue creature meccaniche; in realtà il dottore prevede di tradirlo quando sarà ad un passo dalla vittoria. In Sonic Boom: Fuoco e ghiaccio, Eggman scopre l'esistenza di un potente materiale, la Magnite, con cui potenziare i suoi robot. Così costruisce D-Fecto, un robot malvagio messo alla ricerca e all'estrazione della Magnite tramite forza magnetica. Ma qualcosa non va e D-Fecto inizia ad attirare a sé tutti i materiali tranne la Magnite. Il piccolo robot ne approfitta per potenziarsi con i poteri di una gigantesca creatura dal fuoco e del ghiaccio e sconfiggere il Team Sonic. Toccherà così a Sonic, Tails, Knuckes, Amy e Sticks fermare D-Fecto e il Dr. Eggman.
In Kotodaman è stato un personaggio giocabile per un periodo di tempo limitato. Il Dr. Eggman fece anche la sua apparizione come il primo boss nel videogioco in versione DLC dell'altra serie, intitolato Shinobi: Art of Vengeance, dove qui affronterà il guerriero Joe Musashi.

## In altri media

### Serie animate
Sono apparse versioni diverse di Eggman nelle serie animate, due delle quali sono completamente diverse dell'originale.
Nella prima serie animata Le avventure di Sonic (1993), dove è chiamato nell'edizione italiana Dottor Nick dal suo cognome Robotnik, si trasforma nel divertente antagonista di un cartone animato adatto principalmente ai spettatori più giovane e infantili. Si presenta come uno scienziato crudele, infido, egocentrico, sfortunato, svitato e svampito il cui unico scopo è conquistare il pianeta Mobius, finendo ogni volta sconfitto dal suo nemico di sempre Sonic. Viene accompagnato dai due tirapiedi Nervetto (Scratch) e Testadura (Grounder), nel ruolo di spalle comiche che creano continuamente problemi e situazioni ridicole nelle quali viene coinvolto lo stesso dottore. Per questo diventa un personaggio estremamente comico e simpatico. Inoltre in questa serie si caratterizza nell'avere un aspetto differente da quello della sua controparte videoludica, venendo rappresentato più obeso e molto buffo, con un corpo rotondo e le gambe filiformi, una testa conica, baffi più frastagliati, naso rosso, e occhi neri con iridi rosse.
In Sonic the Hedgehog SatAM (1993-1994), il Dr. Robotnik fa nuovamente da antagonista principale della serie, ma subisce un radicale mutamento. A differenza della serie precedente, egli ha già conquistato il pianeta Mobius, di cui è il tirannico dittatore, e ha trasformato in robot la maggior parte degli abitanti. Si tratta forse dell'incarnazione più malvagia del personaggio: calcolatore, sadico, spietato, sinistro, temuto, crudele, senza cuore, assetato di potere, irredimibile e di pura malvagità, oltre che tortuosamente intelligente. È affiancato da suo nipote Caciotta (Snively nella versione originale, che viene spesso anche umiliato e preso in giro da suo zio) e un esercito di mostri meccanici. La sua nemesi Sonic fa parte di un gruppo di ribelli con lo scopo di riportare la libertà sul pianeta, evitando di essere catturati dal malvagio scienziato intento a trasformarli in robot al suo servizio.
Nell'OAV Sonic the Hedgehog (1996), Eggman rapisce Sara (figlia del presidente, che vorrebbe sposare dopo aver conquistato il pianeta) e afferma di liberare gli ostaggi se Sonic e Tails fermano Black Eggman, un enorme robot apparso dal nulla che ha sconfitto lo scienziato e minaccia di distruggere il mondo con un sovraccarico energetico. Sonic e Tails lo sconfiggono con l'aiuto di Knuckles; ma di seguito si scopre che Black Eggman era una macchina costruita da Eggman stesso che ha copiato i dati di Sonic per completare l'arma finale dello scienziato, Hyper Metal Sonic, un androide simile a Sonic.
In Sonic Underground (1999), svolge un ruolo ibrido alle due serie animate precedenti; è il tirannico sovrano del pianeta Mobius, ribattezzato da lui Robotropolis, affiancato dai suoi due malvagi assistenti Sleet e Dingo, entrambi cacciatori di taglie, e robottizza tutti coloro che si oppongono a lui, ma nonostante la spietatezza lo scienziato è talvolta comico. Nel quarantesimo e ultimo episodio della serie, verrà battuto da Sonic, Manic e Sonia, i figli della regina Aleena, la precedente sovrana del pianeta Mobius, i quali riescono a distruggere la sua base; tale esplosione sembra darlo per morto, ma il suo tipico urlo di rabbia contro i tre ricci che si sente poco dopo l'impatto lascia intendere che è sopravvissuto.
Il Dottor Eggman appare nell'anime Sonic X (2004-2006) con il ruolo di antagonista principale della prima serie (dalla prima alla seconda stagione) e poi è uno dei protagonisti e antieroe della seconda serie (nella terza e ultima stagione). Ha come schiavi due robot subordinati chiamati Docoe e Bocoe e un robot postino a forma di diavoletto di nome Bokkun. Nel corso della serie crea tante potenti macchine per affrontare Sonic. Nella prima puntata, Eggman riesce a impossessarsi di tutti e sette gli Smeraldi del Caos per usarli come fonte di energia inesauribile per un suo robot e nel frattempo prende in ostaggio Cream, ma a causa delle azioni di Sonic il macchinario si rompe e all'attivazione si innesca un Chaos Control che catapulta Sonic e i suoi amici sul pianeta Terra. Mentre Eggman, accortosi di essere in un'altra dimensione, crea la propria base su di un'isola ponendosi l'obiettivo di conquistare il mondo, Sonic sfugge alla polizia finendo nella piscina di una villa. Christopher "Chris" Thorndyke, il ricco bambino che abita nella villa, salva Sonic e lo ospita a casa sua, assieme ai suoi amici. Qui Eggman, scoprirà con sua sorpresa di essere originario, del pianeta Terra e che suo nonno era il Professor Gerald Robotnik: grande scienziato pari al suo livello nonché creatore di Shadow. Dopo sei anni dal salvataggio del mondo e dal ritorno a casa di Sonic e i suoi amici. Dopo varie avventure, Sonic e i suoi trovano il modo per tornare a casa, e anche Eggman ne approfitta, ma Sonic incredibilmente prima di ciò gli salva la vita dal governo. Nella seconda serie, Chris, ormai adulto, un giorno trova la frequenza dello Smeraldo Gigante (Master Emerald) arrivando nella dimensione dei suoi vecchi amici. A causa dello sbalzo temporale, Chris ritorna all'età di dodici anni. Così, Sonic e i suoi amici dovranno cercare e trovare tutti gli Smeraldi del Caos per riportare a casa il loro amico, anche se a sbarrar loro la strada ci saranno i Metarex, esseri sconosciuti guidati dal malvagio Dark Oak, con l'obiettivo di governare l'intero Universo. Eggman si porrà come sempre l'obiettivo di sottrarre a Sonic le preziose pietre e quando arriveranno i Metarex si alleerà con loro, ma presto capirà che la loro malvagità è troppo grande persino per la sua e si alleerà con Sonic e i suoi amici per sconfiggerli. Alla fine della serie aiuta Chris a tornare a casa con una navicella spaziale , ma gli dice che forse non potrà più tornare in quel mondo finché non si avvicinano di nuovo le meteore, nell'ultima scena sembra mettersi a piangere, ma poi si gira ridendo rivelando che in realtà voleva fare perdere a Sonic, un membro importante del suo team, promettendo nuovamente vendetta verso il riccio.
Il Dr. Eggman riveste nuovamente il ruolo dell'antagonista principale nella serie animata Sonic Boom (2014-2017), dove ha subito anch'egli un nuovo design, già visto nei primi due dei tre omonimi videogiochi. Qui torna ad essere un cattivo comico (anche se è meno malvagio e sempre pronto per una battuta bizzarra), ispirando anch'egli simpatia negli spettatori, e i suoi piani per la conquista del mondo vengono spesso presi in considerazione in maniera fastidiosa piuttosto che minacciosa. A volte sembra avere rapporti amichevoli con gli eroi, anche se questo porta solitamente a qualche schema in cui cerca di sconfiggerli.
Il Dr. Robotnik è apparso anche come antagonista principale nella webserie d'animazione Sonic Mania Adventures (2018).
Il Dottor Eggman appare nella serie animata Sonic Prime (2022-2024), collocata canonicamente per la prima volta nel filone narrativo della serie di videogiochi. Dopo aver indotto Sonic a forzare l'apertura di una catacomba nascosta sotto Green Hill Zone che ospita un antico e misterioso artefatto chiamato "Paradox Prism". Non appena il protagonista distrugge incautamente il grande cristallo, il risultato è la creazione di più dimensioni note come "Prismaversi"; una di queste è New Yoke City, una distopica e oscura realtà alternativa di Green Hill Zone governata in maniera tirannica dal malvagio Consiglio del Caos, formato da cinque omologhi di Eggman, i cui membri sono: il Signor Dr. Eggman (il leader supremo del consiglio e la variante più fedele a quello dell'universo originale di Sonic), il filosofico Dr. Deep, il preadolescente Dr. Don't, il neonato Dr. Babble e l'anziano Dr. Done-It. I membri del Consiglio sono gli antagonisti principali della serie e intende a recuperare tutti i frammenti del Prisma per poter conquistare tutte le dimensioni, ma purtroppo vengono continuamente messi in bastoni tra le ruote dai loro nemici giurati, la Resistenza (un gruppo di ribelli guidati da Rebel Rouge) e lo stesso riccio blu (tutti compresi Shadow, Tails Nine, gli Sciacalli, la Ciurma del Kraken e la ciurma di Jack). Dopo la sconfitta definitiva del Consiglio del Caos e la redenzione completa di Tails Nine, Shadow trasporta Sonic al portale prima che svanisca dall'esistenza, riportandoli alla stessa battaglia nella grotta del primo episodio affinché il protagonista rimedi al suo errore e il suo malvagio complotto viene sventato dal riccio nero, che si teletrasporta con il Paradox Prism in un luogo sconosciuto. Eggman ordina quindi ai suoi piccoli assistenti robotici Orbot e Cubot di squagliarsela per costruire un'enorme flotta per andare avanti come sempre le sue azioni di conquistare il mondo.

### Film

#### Film correlati
Il personaggio fa una apparizione in Ralph Spaccatutto, film d'animazione prodotto dalla Disney nel 2012. Appare come membro dei "Cattivi Anonimi" (Bad-Anon), insieme al protagonista Ralph e gli altri cattivi dei videogiochi, tra cui Clyde (Pac-Man), Bowser (Super Mario Bros.), M. Bison e Zangief (Street Fighter), Kano (Mortal Kombat) e Neff (Altered Beast). Successivamente compaiono una sua caricatura in un quadro nel bar di Tapper, e il suo design degli anni 90 nei titoli di coda. Fa anche un cameo nel sequel Ralph spacca Internet (2018).

#### Serie live-action (Paramount)

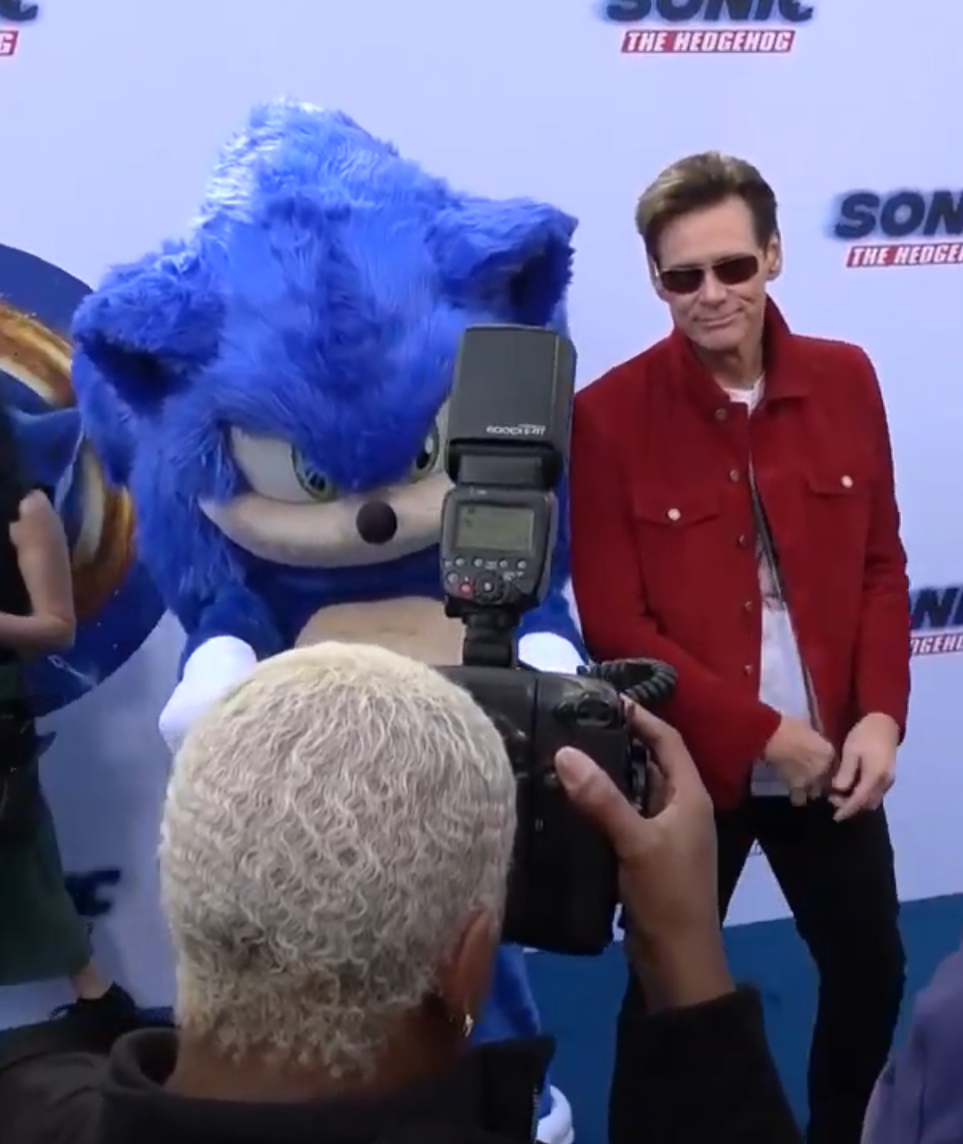
Jim Carrey (l'interprete del Dr. Robotnik nei film live-action, a destra) durante l'anteprima di Sonic - Il film del 2020

##### Film
Il dottor Ivo Robotnik appare come antagonista principale nel film live-action della serie, intitolato Sonic - Il film (2020), prodotto dalla Paramount Pictures in collaborazione con SEGA, interpretato dal famoso attore comico canadese Jim Carrey e doppiato in italiano da Roberto Pedicini. Qui è un contorto ed eccentrico scienziato genio della meccatronica, ambizioso, megalomane e narcisista. Assieme al suo fidato assistente, l'Agente Stone, viene assunto dal Dipartimento della Difesa degli Stati Uniti per dare la caccia a Sonic dopo che quest'ultimo, sprigionando i suoi poteri, ha erroneamente fatto saltare la corrente nel nord-ovest del Pacifico. Robotnik riceve il soprannome "Eggman" da Sonic per la forma a uovo dei suoi robot. Usando un aculeo di Sonic, riesce a potenziare i suoi robot, facendogli raggiungere la super velocità del riccio blu. Dopo uno sfrenato inseguimento, Robotnik ferisce gravemente Sonic. Tuttavia, Sonic si riprende e per la prima volta sprigiona volontariamente il proprio potere, e con l'aiuto del suo amico Tom riesce ad imprigionare il malvagio scienziato su un altro pianeta pieno di funghi. Nella scena finale, Robotnik, dopo aver perso la propria sanità mentale, essersi tagliato a zero i capelli e allungato i suoi baffi (assumendo un aspetto ulteriormente simile alla sua controparte videoludica), confida di usare l'aculeo di Sonic ancora in suo possesso per riuscire ben presto a tornare indietro, pianificando la sua vendetta nei confronti del suo futuro arcinemico.
Il personaggio riappare come antagonista principale nel sequel Sonic 2 - Il film (2022). Riuscito a tornare sulla terra, Robotnik si allea con Knuckles per eliminare Sonic e trovare il Grande Smeraldo, un manufatto leggendario creato dalla tribù di Knuckles e capace di dare forma ai desideri del suo possessore. Trovato lo smeraldo, Robotnik tradisce Knuckles e si impossessa dello smeraldo, fondendosi con esso e diventando onnipotente. Con i suoi nuovi poteri, lo scienziato realizza un gigantesco robot umanoide (simile al Death Egg dei videogiochi) con l'intenzione di conquistare l'universo. Sonic, Tails e Knuckles riescono tuttavia a sottrargli lo smeraldo, e Sonic, usando il potere dei sette Smeraldi del Caos, si trasforma in Super Sonic e distrugge il Death Egg. Mentre il robot cade a pezzi, Robotnik precipita nel vuoto; nonostante l'esercito lo dichiari morto, il corpo dello scienziato non viene trovato, lasciando sconosciuto il suo destino.
Nel 2 febbraio 2024 viene confermato che Carrey avrebbe ripreso il ruolo di Robotnik nel terzo film della serie cinematografica, previsto per il 20 dicembre dello stesso anno. Sopravvissuto al precedente scontro, Robotnik si è ritirato e ha messo su peso; dopo aver assistito ad un furto dei suoi droni, il dottore si allea inizialmente a malincuore con il Team Sonic per scoprire il responsabile e fermare un vendicativo riccio nero a strisce rosse di nome Shadow. Avrà modo di incontrare suo nonno, Gerald, con il quale si unirà instaurando il rapporto famigliare che non ha mai avuto, essendo lui orfano. Tuttavia, una volta scoperto il vero piano del nonno, ovvero distruggere la Terra e tutti i suoi abitanti con il potente raggio del Cannone Eclissi come atto di vendetta per aver perso la sua giovane nipote Maria (nonché cugina di Ivo) tra cinquant'anni fa, il dottore si riunirà al riccio blu e i suoi amici per salvare il pianeta, finendo per sacrificarsi, insieme con Super Shadow (rilasciando sconosciuto di nuovo il destino di Ivo Robotnik, a causa dell'esplosione del Cannone Eclissi). In questo capitolo cinematografico indossa una tuta ispirata a quella della controparte videoludica moderna, con una giacca rossa e gialla, dei pantaloni neri con bottoni bianchi e stivali neri.

##### Serie TV
Il Dr. Robotnik appare brevemente in un flashback nel primo episodio della miniserie televisiva spin-off Knuckles (2024), durante la sua seconda sconfitta e presunta scomparsa nello scontro finale del secondo film da parte di Super Sonic.

## Accoglienza
La rivista Play Generation lo classificò come il quarto migliore scienziato pazzo dei videogiochi usciti su PlayStation 2 tenendo conto della sua apparizione in Sega Superstars Tennis. La stessa testata lo trovò come il personaggio con i baffi più arditi citando la sua presenza in Sonic Heroes inoltre in un articolo riguardante il primo Sonic the Hedgehog, un recensore apprezzò le divertenti gag del personaggio. Nella recensione dell'anime Sonic X, Andrea Stella di Everyeye.it trovò il personaggio ben scritto e spassoso nei momenti in cui si fingeva buono per ingannare gli altri.
Eggman è uno dei personaggi più popolari della serie, difatti arrivò al settimo posto in un sondaggio ufficiale di popolarità giapponese nel 2006.
GameDaily lo classificò come il venticinquesimo migliore scienziato pazzo dei videogiochi. Un recensore di GameSource trovò tutti i personaggi presenti in Sonic Rivals 2, tra cui il Dr. Eggman, come ben caratterizzati e validissimi in ogni aspetto.

### Influenza culturale
Eggman è anche stato l'ispirazione per una canzone del gruppo musicale Intercontinental Music Lab chiamata Dottor. Robotnik, sull'album del 2008 Superheroes of Science; anche il gruppo musicale PowerGlove scrisse una canzone dedicata a lui, chiamata So Sexy Robotnik.
Dal 2007 circola su Internet (più precisamente sulla piattaforma YouTube) il noto meme "Pingas!" che si basa su una clip vocale storpiata, pronunciata da Eggman nella serie di Sonic del '93. Il meme è spopolato soprattutto grazie alle YouTube poop (montaggi satirici di spezzoni e frasi da media diversi) ed è stato addirittura citato dallo stesso Eggman in un episodio della serie animata Sonic Boom.